# Marko Grujić
Marko Grujić (in serbo Марко Грујић?; Belgrado, 13 aprile 1996) è un calciatore serbo, centrocampista del Porto e della nazionale serba.

## Carriera

### Club
Cresciuto nelle giovanili della Stella Rossa, fa il suo esordio da professionista il 26 maggio 2013 disputando da titolare il match perso per 3-0 contro il Vojvodina.
Il 1 settembre 2014 viene ceduto in prestito al Kolubara, in Prva Liga, con cui disputa cinque gare andando a segno in due occasioni. Nel corso del mercato invernale fa rientro alla Stella Rossa.

#### Liverpool, i vari prestiti ed il trasferimento al Porto
Il 6 gennaio 2016, dopo essersi messo brillantemente in mostra con il club serbo, diventa ufficialmente un giocatore del Liverpool per 7 milioni di euro, rimanendo però in prestito allo Stella Rossa fino a fine stagione. 
Conclusa la stagione, esordisce con la nuova maglia alla seconda giornata di campionato nella sconfitta per 2-0 in casa del Burnley; mentre,  il 20 settembre 2016, debutta in Football League Cup nella vittoria per 3-0 sul campo del Derby County.
Non più rientrante nei piani del club il 17 gennaio 2018 al Cardiff City; mentre il 19 agosto 2018 all'Hertha Berlino, con cui, il 1º luglio 2019, prolunga il prestito di un ulteriore anno per la cifra di 2 milioni di sterline.
Rientrato dal prestito, inizia la stagione 2020-2021 con il Liverpool, giocando una sola partita, il 25 settembre 2020, nella quale mette a segno la prima rete con i reds. Tuttavia pochi giorni dopo, il 6 ottobre 2020, viene annunciato il suo trasferimento in prestito al Porto.
A fine stagione, complici le buone prestazioni, il club portoghese decide di esercitare il riscatto del prestito.

### Nazionale
Dopo aver partecipato con la nazionale Under-19 serba agli Europei 2013 vinti in finale contro la Francia, viene convocato dalla nazionale Under-20 per i vittoriosi Mondiali 2015, dove ha giocato cinque partite quasi tutte da subentrato.
Nel maggio del 2016 esordisce con la nazionale maggiore, subentrando nel corso del secondo tempo al posto di Nemanja Matic nella partita disputata contro il Cipro, vinta poi dai serbi per 2-1.

## Statistiche

### Presenze e reti nei club
Statistiche aggiornate al 28 novembre 2023.
| Stagione              | Squadra               | Campionato            | Campionato | Campionato | Coppe nazionali | Coppe nazionali | Coppe nazionali | Coppe continentali | Coppe continentali | Coppe continentali | Altre coppe | Altre coppe | Altre coppe | Totale | Totale |
| Stagione              | Squadra               | Comp                  | Pres       | Reti       | Comp            | Pres            | Reti            | Comp               | Pres               | Reti               | Comp        | Pres        | Reti        | Pres   | Reti   |
| --------------------- | --------------------- | --------------------- | ---------- | ---------- | --------------- | --------------- | --------------- | ------------------ | ------------------ | ------------------ | ----------- | ----------- | ----------- | ------ | ------ |
| 2012-2013             | Stella Rossa          | SL                    | 1          | 0          | CS              | -               | -               | -                  | -                  | -                  | -           | -           | -           | 1      | 0      |
| 2013-2014             | Stella Rossa          | SL                    | -          | -          | CS              | -               | -               | -                  | -                  | -                  | -           | -           | -           | -      | -      |
| ago. - nov. 2014      | Kolubara              | PL                    | 5          | 2          | -               | -               | -               | -                  | -                  | -                  | -           | -           | -           | 5      | 2      |
| nov. 2014-2015        | Stella Rossa          | SL                    | 9          | 0          | CS              | 1               | 0               | -                  | -                  | -                  | -           | -           | -           | 10     | 0      |
| 2015-2016             | Stella Rossa          | SL                    | 29         | 6          | CS              | 1               | 0               | UEL                | 0                  | 0                  | -           | -           | -           | 30     | 6      |
| Totale Stella Rossa   | Totale Stella Rossa   | Totale Stella Rossa   | 39         | 6          |                 | 2               | 0               |                    | 0                  | 0                  |             | -           | -           | 41     | 6      |
| 2016-2017             | Liverpool             | PL                    | 5          | 0          | FACup+CdL       | 0+3             | 0+0             | -                  | -                  | -                  | -           | -           | -           | 8      | 0      |
| 2017- gen. 2018       | Liverpool             | PL                    | 3          | 0          | FACup+CdL       | 0+1             | 0+0             | UCL                | 2                  | 0                  | -           | -           | -           | 6      | 0      |
| gen. - giu. 2018      | Cardiff City          | FLC                   | 13         | 1          | FACup+CdL       | 1+0             | 0+0             | -                  | -                  | -                  | -           | -           | -           | 14     | 1      |
| 2018-2019             | Hertha Berlino        | BL                    | 22         | 5          | CG              | 1               | 0               | -                  | -                  | -                  | -           | -           | -           | 23     | 5      |
| 2019-2020             | Hertha Berlino        | BL                    | 29         | 4          | CG              | 2               | 0               | -                  | -                  | -                  | -           | -           | -           | 31     | 4      |
| Totale Hertha Berlino | Totale Hertha Berlino | Totale Hertha Berlino | 51         | 9          |                 | 3               | 0               |                    | -                  | -                  |             | -           | -           | 54     | 9      |
| ago.-ott.2020         | Liverpool             | PL                    | -          | -          | FACup+CdL       | 0+2             | 0+1             | UCL                | -                  | -                  | -           | -           | -           | 2      | 1      |
| Totale Liverpool      | Totale Liverpool      | Totale Liverpool      | 8          | 0          |                 | 6               | 1               |                    | 2                  | 0                  |             |             |             | 16     | 1      |
| 2020-2021             | Porto                 | PL                    | 23         | 2          | TP+CdL          | 5+2             | 0+0             | UCL                | 8                  | 0                  | SP          | 1           | 0           | 39     | 2      |
| 2021-2022             | Porto                 | PL                    | 21         | 1          | TP+CdL          | 5+1             | 0+0             | UCL+UEL            | 6+3                | 0+0                | -           | -           | -           | 36     | 1      |
| 2022-2023             | Porto                 | PL                    | 24         | 1          | TP+CdL          | 7+3             | 0+0             | UCL                | 4                  | 0                  | SP          | 1           | 0           | 39     | 1      |
| 2023-2024             | Porto                 | PL                    | 2          | 0          | TP+CdL          | 2+0             | 0+0             | UCL                | 1                  | 0                  | SP          | 1           | 0           | 6      | 0      |
| Totale Porto          | Totale Porto          | Totale Porto          | 70         | 4          |                 | 25              | 0               |                    | 22                 | 0                  |             | 3           | 0           | 120    | 4      |
| Totale carriera       | Totale carriera       | Totale carriera       | 186        | 22         |                 | 38              | 1               |                    | 24                 | 0                  |             | 3           | 0           | 250    | 23     |

### Cronologia presenze e reti in nazionale
| Cronologia completa delle presenze e delle reti in nazionale ― Serbia | Cronologia completa delle presenze e delle reti in nazionale ― Serbia | Cronologia completa delle presenze e delle reti in nazionale ― Serbia | Cronologia completa delle presenze e delle reti in nazionale ― Serbia | Cronologia completa delle presenze e delle reti in nazionale ― Serbia | Cronologia completa delle presenze e delle reti in nazionale ― Serbia | Cronologia completa delle presenze e delle reti in nazionale ― Serbia | Cronologia completa delle presenze e delle reti in nazionale ― Serbia |
| Data                                                                  | Città                                                                 | In casa                                                               | Risultato                                                             | Ospiti                                                                | Competizione                                                          | Reti                                                                  | Note                                                                  |
| --------------------------------------------------------------------- | --------------------------------------------------------------------- | --------------------------------------------------------------------- | --------------------------------------------------------------------- | --------------------------------------------------------------------- | --------------------------------------------------------------------- | --------------------------------------------------------------------- | --------------------------------------------------------------------- |
| 25-5-2016                                                             | Užice                                                                 | Serbia                                                                | 2 – 1                                                                 | Cipro                                                                 | Amichevole                                                            | -                                                                     | 46’                                                                   |
| 31-5-2016                                                             | Novi Sad                                                              | Serbia                                                                | 3 – 1                                                                 | Israele                                                               | Amichevole                                                            | -                                                                     | 46’ 50’                                                               |
| 5-6-2016                                                              | Monaco                                                                | Serbia                                                                | 1 – 1                                                                 | Russia                                                                | Amichevole                                                            | -                                                                     | 46’                                                                   |
| 14-11-2017                                                            | Ulsan                                                                 | Corea del Sud                                                         | 1 – 1                                                                 | Serbia                                                                | Amichevole                                                            | -                                                                     |                                                                       |
| 23-3-2018                                                             | Torino                                                                | Serbia                                                                | 1 – 2                                                                 | Marocco                                                               | Amichevole                                                            | -                                                                     | 67’                                                                   |
| 27-3-2018                                                             | Londra                                                                | Nigeria                                                               | 0 – 2                                                                 | Serbia                                                                | Amichevole                                                            | -                                                                     | 65’                                                                   |
| 4-6-2018                                                              | Graz                                                                  | Serbia                                                                | 0 – 1                                                                 | Cile                                                                  | Amichevole                                                            | -                                                                     |                                                                       |
| 9-6-2018                                                              | Graz                                                                  | Serbia                                                                | 5 – 1                                                                 | Bolivia                                                               | Amichevole                                                            | -                                                                     | 63’                                                                   |
| 15-11-2020                                                            | Budapest                                                              | Ungheria                                                              | 1 – 1                                                                 | Serbia                                                                | UEFA Nations League 2020-2021 - 1º turno                              | -                                                                     | 62’                                                                   |
| 30-3-2021                                                             | Baku                                                                  | Azerbaigian                                                           | 1 – 2                                                                 | Serbia                                                                | Qual. Mondiali 2022                                                   | -                                                                     | 64’                                                                   |
| 6-6-2021                                                              | Miki                                                                  | Giamaica                                                              | 1 – 1                                                                 | Serbia                                                                | Amichevole                                                            | -                                                                     | 64’                                                                   |
| 11-6-2021                                                             | Kobe                                                                  | Giappone                                                              | 1 – 0                                                                 | Serbia                                                                | Amichevole                                                            | -                                                                     | 46’                                                                   |
| 12-10-2021                                                            | Belgrado                                                              | Serbia                                                                | 3 – 1                                                                 | Azerbaigian                                                           | Qual. Mondiali 2022                                                   | -                                                                     | 66’                                                                   |
| 11-11-2021                                                            | Belgrado                                                              | Serbia                                                                | 4 – 0                                                                 | Qatar                                                                 | Amichevole                                                            | -                                                                     | 32’ 62’                                                               |
| 29-3-2022                                                             | Copenaghen                                                            | Danimarca                                                             | 3 – 0                                                                 | Serbia                                                                | Amichevole                                                            | -                                                                     | 62’                                                                   |
| 2-6-2022                                                              | Belgrado                                                              | Serbia                                                                | 0 – 1                                                                 | Norvegia                                                              | UEFA Nations League 2022-2023 - 1º turno                              | -                                                                     | 69’                                                                   |
| 12-6-2022                                                             | Lubiana                                                               | Slovenia                                                              | 2 – 2                                                                 | Serbia                                                                | UEFA Nations League 2022-2023 - 1º turno                              | -                                                                     | 57’ 65’                                                               |
| 18-11-2022                                                            | Riffa                                                                 | Bahrein                                                               | 1 – 5                                                                 | Serbia                                                                | Amichevole                                                            | -                                                                     | 60’                                                                   |
| 28-11-2022                                                            | Al Wakrah                                                             | Camerun                                                               | 3 – 3                                                                 | Serbia                                                                | Mondiali 2022 - 1º turno                                              | -                                                                     | 79’                                                                   |
| 24-3-2023                                                             | Belgrado                                                              | Serbia                                                                | 2 – 0                                                                 | Lituania                                                              | Qual. Euro 2024                                                       | -                                                                     |                                                                       |
| 27-3-2023                                                             | Podgorica                                                             | Montenegro                                                            | 0 – 2                                                                 | Serbia                                                                | Qual. Euro 2024                                                       | -                                                                     | 81’                                                                   |
| 16-6-2023                                                             | Vienna                                                                | Serbia                                                                | 3 – 2                                                                 | Giordania                                                             | Amichevole                                                            | -                                                                     |                                                                       |
| 20-6-2023                                                             | Razgrad                                                               | Bulgaria                                                              | 1 – 1                                                                 | Serbia                                                                | Qual. Euro 2024                                                       | -                                                                     | 81’                                                                   |
| 15-11-2023                                                            | Lovanio                                                               | Belgio                                                                | 1 – 0                                                                 | Serbia                                                                | Amichevole                                                            | -                                                                     | 46’                                                                   |
| 5-9-2024                                                              | Belgrado                                                              | Serbia                                                                | 0 – 0                                                                 | Spagna                                                                | UEFA Nations League 2024-2025 - 1º turno                              | -                                                                     | 74’                                                                   |
| 8-9-2024                                                              | Copenaghen                                                            | Danimarca                                                             | 2 – 0                                                                 | Serbia                                                                | UEFA Nations League 2024-2025 - 1º turno                              | -                                                                     | 46’                                                                   |
| 12-10-2024                                                            | Leskovac                                                              | Serbia                                                                | 2 – 0                                                                 | Svizzera                                                              | UEFA Nations League 2024-2025 - 1º turno                              | -                                                                     | 46’                                                                   |
| 15-10-2024                                                            | Cordova                                                               | Spagna                                                                | 3 – 0                                                                 | Serbia                                                                | UEFA Nations League 2024-2025 - 1º turno                              | -                                                                     | 46’                                                                   |
| Totale                                                                |                                                                       | Presenze                                                              | 28                                                                    |                                                                       | Reti                                                                  | 0                                                                     |                                                                       |

## Palmarès

### Club

#### Competizioni nazionali
- Campionato serbo: 2

Stella Rossa: 2013-2014, 2015-2016
- Supercoppa di Portogallo: 2

Porto: 2020, 2024
- Campionato portoghese: 1

Porto: 2021-2022
- Coppa del Portogallo: 3

Porto: 2021-2022, 2022-2023, 2023-2024

### Nazionale
Campionato mondiale di calcio Under-20: 1 
Nuova Zelanda 2015